# تيتسويا أوكاياما
تيتسويا أوكاياما (باليابانية: 岡山 哲也) (مواليد 27 أغسطس 1973)، هو لاعب كرة قدم ياباني سابق كان يلعب كلاعب وسط.

## وصلات خارجية
- تيتسويا أوكاياما على موقع رابطة كرة القدم اليابانية للمحترفين (اليابانية)
- تيتسويا أوكاياما على موقع قاعدة بيانات كرة القدم.إي يو (الإنجليزية)
- تيتسويا أوكاياما على موقع Soccerway.com (الإنجليزية)
- تيتسويا أوكاياما على موقع عالم كرة القدم.نت (الإنجليزية)